# عروسی مردم
عروسی مردم، فیلمی به کارگردانی مجید توکلی، تهیه‌کنندگی علی سرتیپی و نویسندگی جمیله دارالشفایی محصول سال ۱۳۹۸ است. پیش از این نام فیلم روزی دو میلیون بود که بعداً به عروسی مردم تغییر نام یافت.

## خلاصه داستان
قصه دختر و پسری است که تصمیم می‌گیرند برای تفریح به عروسی‌های مردم بروند و خوش باشند که در یک عروسی اتفاقات جالبی برایشان رخ می‌دهد...

## بازیگران
| بازیگر         | نقش          |
| -------------- | ------------ |
| نازنین بیاتی   | شیما جاهد    |
| شکیب شجره      | نوید مولوی   |
| زهرا داوودنژاد | مینو         |
| احترام برومند  | خانم جوشقانی |
| خسرو بامداد    | آقای جوشقانی |
| سجاد تابش      | سروش         |
| محمد امامی     | نژادکی       |
| افسانه تهرانچی | مادر عروس    |
| سارا محمدی     | شقایق        |
| ایمان صدیق     | پسر جوان     |